# Orquestra Filarmônica de Viena

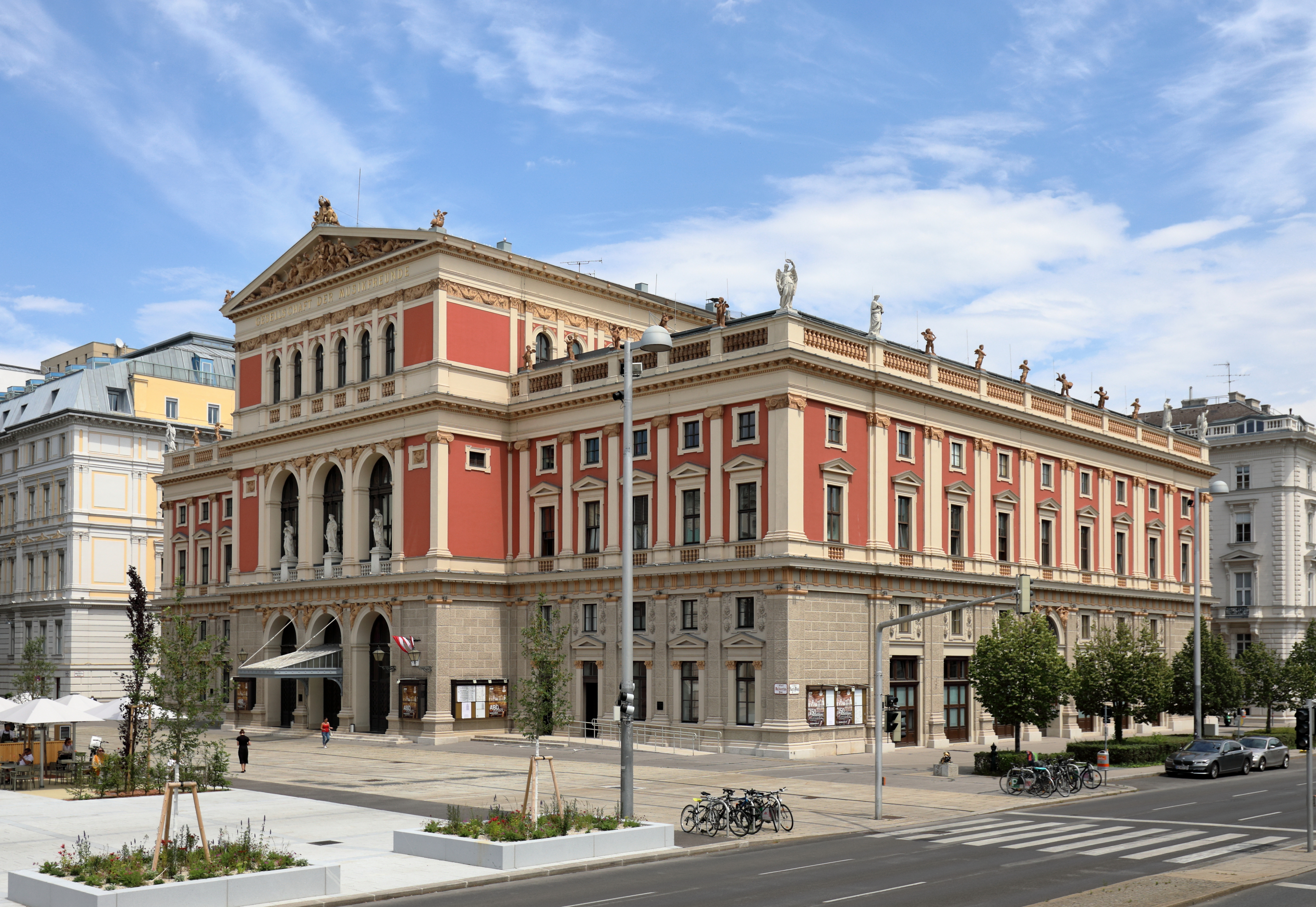
O Musikverein, a sede da Filarmônica de Viena.

A Filarmônica de Viena (em alemão, Wiener Philharmoniker) é uma orquestra sinfônica da Áustria, regularmente considerada umas das melhores orquestras do mundo.
Sua residência é o Musikverein. Os membros da orquestra são escolhidos da Ópera Estatal de Viena. Esse processo é longo, pois cada músico tem que provar sua capacidade por no mínimo três anos, tocando na Ópera ou no Balé. Quando isso é alcançado, o músico tem que perguntar para a Mesa de Diretores da Filarmônica, para considerar se seu pedido para a posição na orquestra é cabível.

## História
A orquestra pode ter origens em 1842, quando Otto Nicolai formou a Academia Filarmônica, sendo essa uma orquestra totalmente independente e tendo todas as decisões feitas por voto democrático, por todos os membros. Esses são os princípios da orquestra, atualmente.
Com a retirada de Nicolai em 1847, a orquestra não ficou muito ativa até 1860, quando Karl Anton Eckert juntou-se a orquestra. Ele criou as séries com quatro concertos e desde então, a orquestra apresenta-se constantemente.
De 1875 a 1898, Hans Richter foi o Maestro Residente, exceto na temporada 1882/3, quando ele teve desentendimentos com o Comitê da orquestra. Durante a direção de Richter, a orquestra apresentou as premières das Sinfonias Nº 2 e Nº 3 de Johannes Brahms e a Sinfonia nº 8 de Anton Bruckner.

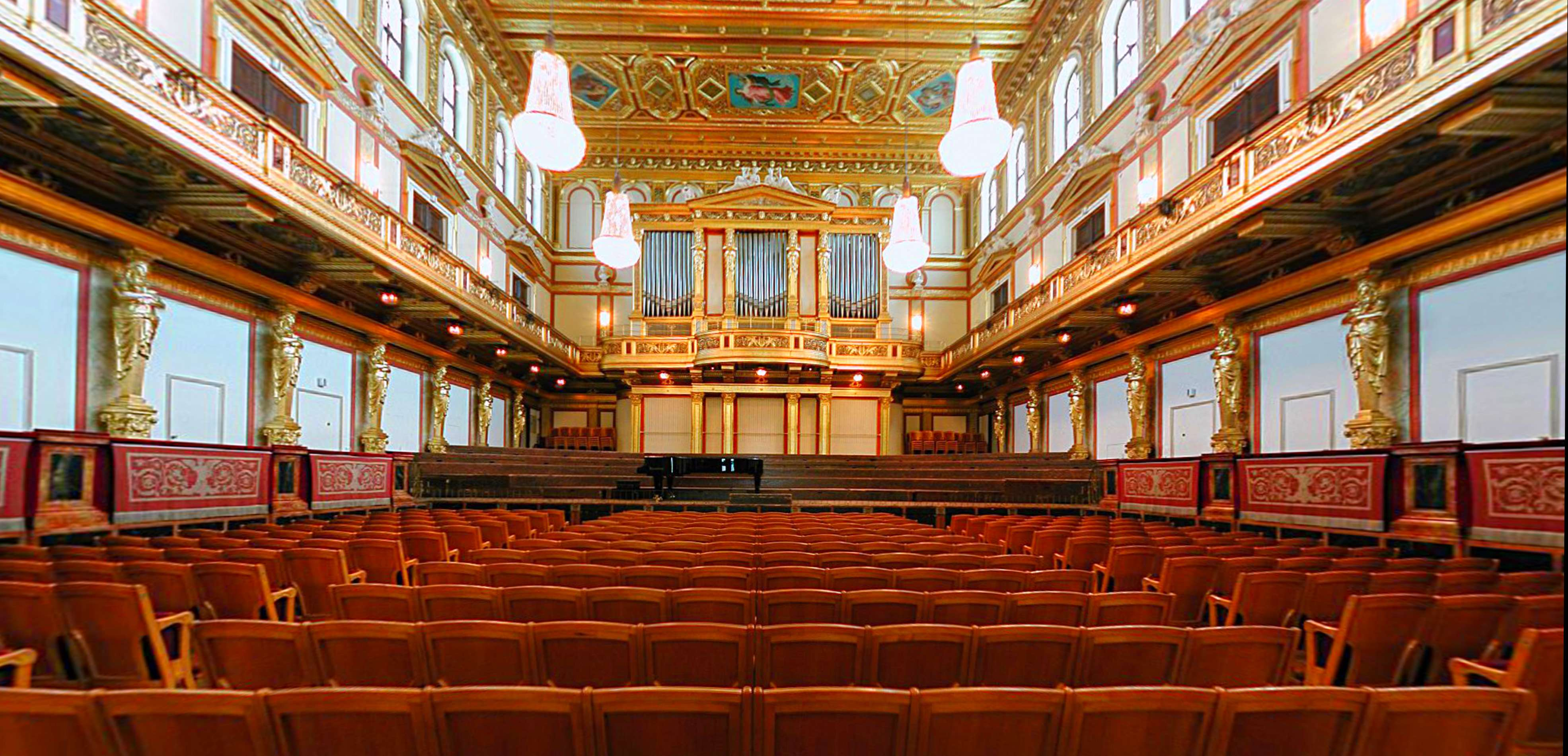
Musikverein: Sala grande

Gustav Mahler ocupou o posto de Maestro Residente de 1898 a 1901 e sob sua batuta a orquestra apresentou-se pela primeira vez em Paris (1900). Subsequentemente, os maestros foram Felix Weingartner, Wilhelm Furtwängler e Clemens Krauss.
Desde 1933 a orquestra não tem um Maestro Residente regular, mas um grande número de maestros convidados. Esses incluem um grande número de maestros mundialmente renomados, como Richard Strauss, Arturo Toscanini, Hans Knappertsbusch, Wilhelm Furtwängler, Claudio Abbado, Georg Solti, entre tantos outros. Três maestros, entretanto, foram particularmente associados a orquestra no período pós-guerra: Herbert von Karajan e Karl Böhm, que eram Maestros Honorários e Leonard Bernstein, que foi Membro Honorário da orquestra. A orquestra fez sua primeira turnê pelos Estados Unidos em 1956, sob as batutas de Carl Schuricht e Andre Cluytens.
A cada dia de ano novo, desde 1 de janeiro de 1941, a Filarmônica apresenta o Concerto de Ano Novo de Viena, dedicado aos músicos da família Strauss e particularmente a Johann Strauss II.

## Popularidade
A Filarmônica foi nomeada a melhor orquestra da Europa diversas vezes. Para assistir um concerto da Filarmônica no Musikverein, a pessoa tem que deixar seu nome no site, em uma fila de espera. A lista de espera para o concerto de meio de semana é de seis anos e treze anos para concertos de fim de semana. Casualmente, tickets são liberados no site, em pequeno número.
A orquestra é tão popular e famosa, que são produzidas moedas em sua homenagem, sendo essas as mais famosas do mundo, com valores que vão de um dólar a cem mil dólares. De acordo com o Conselho de Ouro Mundial, as moedas foram as moedas de ouro mais vendidas nos anos de 1992, 1995 e 1996.

## Controvérsias
Além de ser mundialmente conhecida como uma das melhores orquestras do mundo, a Filarmônica sempre foi criticada por seu grupo machista, por não permitir a entrada de mulheres no grupo, até 1997. Em 1997 a primeira mulher a fazer parte da Filarmônica foi a harpista Anna Lelkes, tornando-se permanente na orquestra, após apresentar-se com ela durante vinte anos, como freelancer. Após a saíde Lelkes, outra mulher harpista ingressou em seu lugar, Charlotte Balzereit, eventualmente, sendo a única mulher no período. Atualmente a Filarmônica tem quatro mulheres em seu grupo: Ursula Plaichinger (viola), Isabelle Ballot Caillieret (spalla), Daniela Ivanova (viola) e Balzereit. Três outras mulheres, Albena Danailova, Olesya Kurylak e Ursula Wex foram membros da Ópera Estatal de Viena, mas não estavam "prontas suficientes" para fazerem parte da Filarmônica.

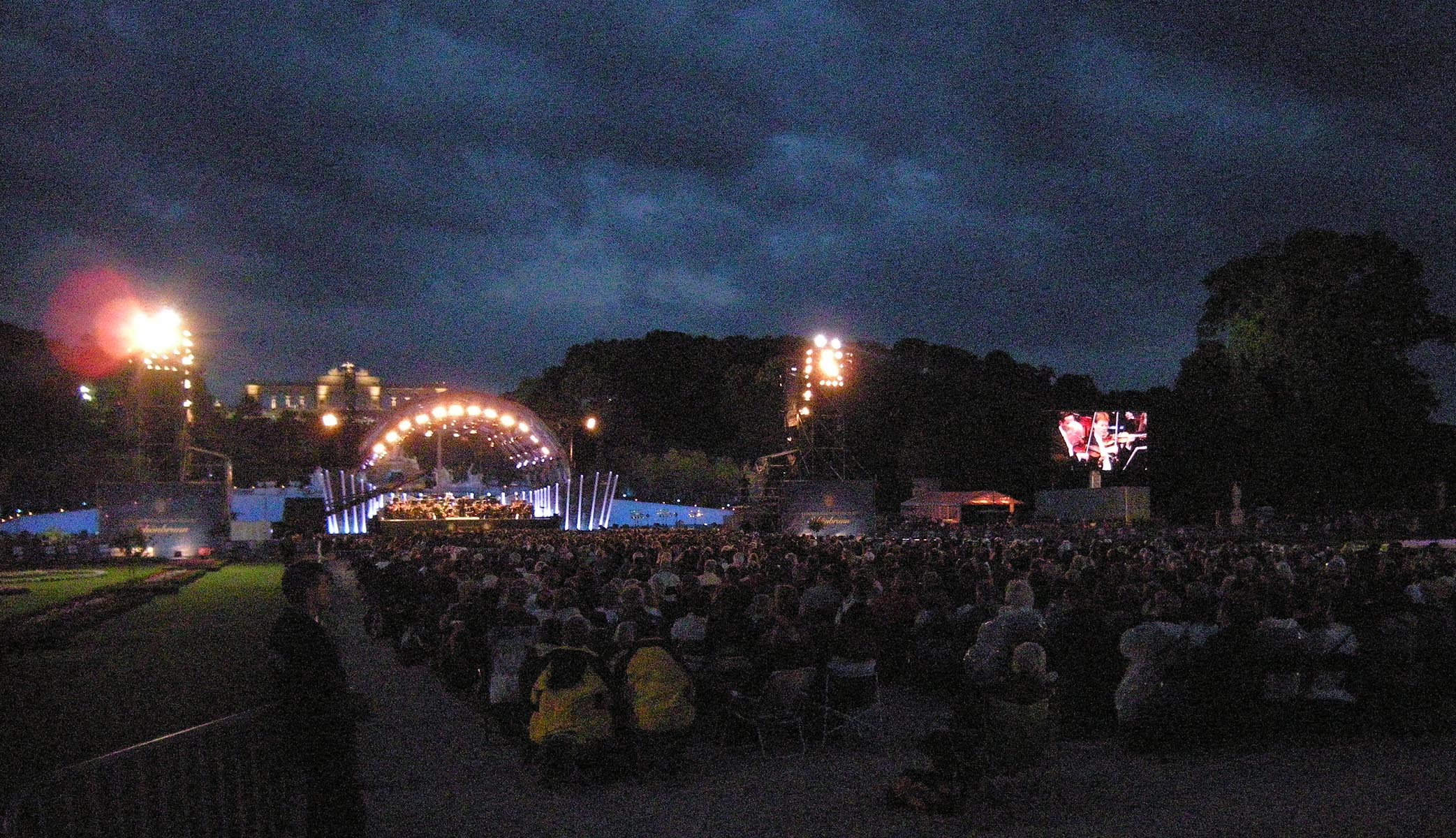
Concerto open air da orquestra em Schönbrunn, 2009.

Em maio de 2008, Danailova venceu as audições para se tornar a spalla da orquestra, servindo na posição desde setembro do mesmo ano - sendo a primeira mulher a assumir tal posto, na Ópera. Ela continua sendo membro "temporária" da Filarmônica, entretanto, ela será efetivada quando concluir seus três anos na Ópera, em 2011.
A primeira mulher a conduzir a orquestra foi a australiana Simone Young, em janeiro de 2005.

## Maestros
A Filarmônica nunca teve um Maestro Residente. Cada ano, os músicos da orquestra escolhiam um maestro diferente para conduzir todos os concertos das temporadas no Musikverein. Esses maestros foram chamados de Abonnementdirigenten. Alguns desses maestros continuavam a frente da orquestra por mais de um ano, conforme a vontade dos músicos. 

## A Orquestra e o Holocausto
O Holocausto afetou diretamente a Filarmônica, como também outras orquestras da Europa. Em maio de 1935, quando a Filarmônica visitou Londres e apresentou-se no Queen's Hall, o spalla e o segundo violinista eram Arnold Rosé e Julius Stwetka, respectivamente. Rosé, um judeu, deixou a orquestra e escapou para Londres, enquanto Stwetka pereceu no campo de concentração de Theresienstadt, em 17 de dezembro de 1942.
| - Otto Nicolai (1842–1848) - Karl Anton Eckert (1854–1857) - Felix Dessoff (1860–1875) - Hans Richter (1875–1882) - Wilhelm Jahn (1882–1883) - Hans Richter (1883–1898) | - Gustav Mahler (1898–1901) - Joseph Hellmesberger, Jr. (1901–1903) - Felix Weingartner (1908–1927) - Wilhelm Furtwängler (1927–1930) - Clemens Krauss (1929–1933) |

### Maestros Convidados (desde 1933)
| - Claudio Abbado - Sir John Barbirolli - Daniel Barenboim - Leonard Bernstein - Karl Böhm - Willi Boskovsky - Pierre Boulez - Sir Adrian Boult - Fritz Busch - Gustavo Dudamel - Wilhelm Furtwängler | - John Eliot Gardiner - Daniele Gatti - Valery Gergiev - Carlo Maria Giulini - Bernard Haitink - Daniel Harding - Nikolaus Harnoncourt - Mariss Jansons - Gilbert Kaplan - Herbert von Karajan | - Carlos Kleiber - Erich Kleiber - Hans Knappertsbusch - Josef Krips - Rafael Kubelík - James Levine - Lorin Maazel - Zubin Mehta - Pierre Monteux - Riccardo Muti - Václav Neumann | - Roger Norrington - Jonathan Nott - Eugene Ormandy - Andrés Orozco-Estrada - Seiji Ozawa - Georges Prêtre - André Previn - Simon Rattle - Mstislav Rostropovich - Wolfgang Sawallisch - Carl Schuricht | - Giuseppe Sinopoli - Georg Solti - Richard Strauss - George Szell - Christian Thielemann - Arturo Toscanini - Marcello Viotti - Bruno Walter - Günter Wand - Franz Welser-Möst - Simone Young |

## Gravações
- Beethoven, Concertos Completos para Piano (este ciclo foi gravado com Vladimir Ashkenazy, Alfred Brendel, Maurizio Pollini e Krystian Zimerman).
- Beethoven, Sinfonia Nº 3 conduzida por Felix Weingartner, também conduzida por Erich Kleiber
- Beethoven, Sinfonia Nº 5, Sinfonia Nº 7 conduzida por Carlos Kleiber
- Beethoven, Sinfonias Completas conduzidas por Karl Böhm; este ciclo também foi gravado com Leonard Bernstein, Claudio Abbado e Simon Rattle
- Berlioz, Sinfonia Fantástica, conduzida por Sir Colin Davis, também conduzida por Valery Gergiev
- Borodin, Sinfonia Nº 2 conduzida por Rafael Kubelík
- Brahms, Sinfonia Nº 2 conduzida por Wilhelm Furtwängler
- Brahms, Sinfonia Nº 4 conduzida por Carlos Kleiber
- Brahms, Sinfonias Completas conduzidas por Leonard Bernstein; este ciclo também foi gravado com Carlo Maria Giulini e Karl Böhm
- Brahms, Concertos Completos, com Krystian Zimerman ao piano, Gidon Kremer no violino e Mischa Maisky no violoncelo, conduzidos por Leonard Bernstein. A orquestra também gravou os concertos para piano de Brahms com Maurizio Pollini, com Karl Böhm conduzindo no Nº 1 e Claudio Abbado conduzindo no nº 2
- Bruckner, Sinfonia Nº 4 conduzida por Karl Böhm
- Bruckner, Sinfonias Nºs 7, 8 e 9 conduzidas por Carlo Maria Giulini
- Dvořák, Sinfonias nºs 7, 8 e 9, conduzidas por Lorin Maazel, gravações das nºs 8 e 9 também foram feitas sob a regência de Herbert von Karajan e Seiji Ozawa. A Orquestra também gravou as Nºs 7 e 9 com Rafael Kubelík
- Elgar, Variações Enigma conduzidas por Sir Georg Solti, também conduzidas por Sir John Eliot Gardiner
- Holst, Os Planetas, conduzidos por Herbert von Karajan
- Khachaturian, trechos de Spartacus e Gayaneh conduzidos por Aram Khachaturian
- Mahler, A Canção da Terra (Das Lied von der Erde) com Kathleen Ferrier (contralto), conduzida por Bruno Walter, também conduzida por Leonard Bernstein com James King e Dietrich Fischer-Dieskau
- Mahler, Sinfonias Completas (1-9 mais o Adagio da Sinfonia Nº 10) conduzidas por Lorin Maazel
- Mahler, Sinfonia Nº 2 conduzida por Pierre Boulez
- Mahler, Sinfonia Nº 3 conduzida por Pierre Boulez
- Mahler, Sinfonia Nº 5 conduzida por Pierre Boulez, também gravada com Leonard Bernstein
- Mahler, Sinfonia Nº 6 conduzida por Pierre Boulez
- Mendelssohn: Sinfonias e Aberturas conduzidas por Christoph von Dohnányi
- Mozart, Sinfonias Nºs 38, 39, 40, 41 conduzidas por Karl Böhm, também gravadas com Leonard Bernstein e James Levine
- Mozart, As Bodas de Fígaro conduzidas por Erich Kleiber
- Mozart, Don Giovanni conduzido por Josef Krips
- Mozart, A Flauta Mágica, conduzida por Sir Georg Solti; a orquestra também gravou a ópera sob a regência de Karl Böhm, Herbert von Karajan e James Levine
- Mussorgsky, Quadros de uma Exposição, conduzidos por Valery Gergiev
- Orff: Carmina Burana, conduzida por Andre Previn
- Prokofiev, Pedro e o Lobo, com Hermione Gingold, conduzida por Karl Böhm
- Rimsky-Korsakov, Scheherazade, conduzida por Seiji Ozawa, também conduzida por Andre Previn
- Schubert, Sinfonia Nº 8 conduzida por Carl Schuricht
- Schubert, Sinfonia Nº 9 conduzida por Josef Krips, também conduzida por Sir Georg Solti
- Schubert, Sinfonias Completas conduzidas por István Kertész
- Schumann: Sinfonias Completas, Concertos para Violoncelo e Piano conduzidos por Leonard Bernstein com Mischa Maisky e Justus Frantz
- Sibelius: Sinfonias nºs 1, 2, 5 e 7, conduzidas por Leonard Bernstein
- Bedřich Smetana: Minha Pátria conduzida por James Levine, também conduzida por Rafael Kubelík
- Johann Strauss II e família Strauss, obras gravadas no tradicional Concerto de Ano Novo conduzidas por Herbert von Karajan, Claudio Abbado, Carlos Kleiber, Nikolaus Harnoncourt, Riccardo Muti, etc. (Ver também: O Concerto de Ano Novo da Orquestra Filarmônica de Viena)
- Stravinsky: O Pássaro de Fogo, conduzido por Christoph von Dohnányi
- Tchaikovsky: Suítes de Balé conduzidas por James Levine, também gravadas com Herbert von Karajan
- Tchaikovsky: Sinfonias Nºs 4-6 conduzidas por Valery Gergiev, também gravadas com Herbert von Karajan
- Wagner, A Valquíria, primeiro ato, conduzida por Bruno Walter
- Wagner, A Valquíria (completa), conduzida por Wilhelm Furtwängler
- Wagner, O Anel do Nibelungo, conduzido por Georg Solti, eleito pela Revista Gramophone como o melhor registro clássico do século.